# Université Wonkwang
L'université Wonkwang (coréen : 원광대학교, hanja : 	圓光大學校 , romanisation révisée du coréen : Wonkwang Daehakkyo) est une université située à Iksan, en Corée du Sud.

## Histoire
Fondée sous le nom de Youilhakrim (유일학림) en 1946, elle est l'une des rares académies affiliées au bouddhisme Won. Le collège junior Wonkwang (원광초급대학) a succédé à Yuilhakrim le 5 novembre 1951, et a obtenu le statut de collège le 29 janvier 1953. L'école supérieure a été ouverte en 1967, et en 1971 elle a obtenu le statut d'université.

## Enseignement
L'université est connue pour ses divers cours de médecine : médecine occidentale, soins dentaires, pharmacie, médecine traditionnelle coréenne et pharmacie traditionnelle coréenne. Outre les cours de médecine, l'école est réputée pour ses cours spécialisés tels que l'administration de la police, l'administration des services d'incendie et l'école de droit.
L'université Wonkwang est l'une des deux seules écoles de Corée du Sud à proposer des cours de restauration d'antiquités. 

## Galerie

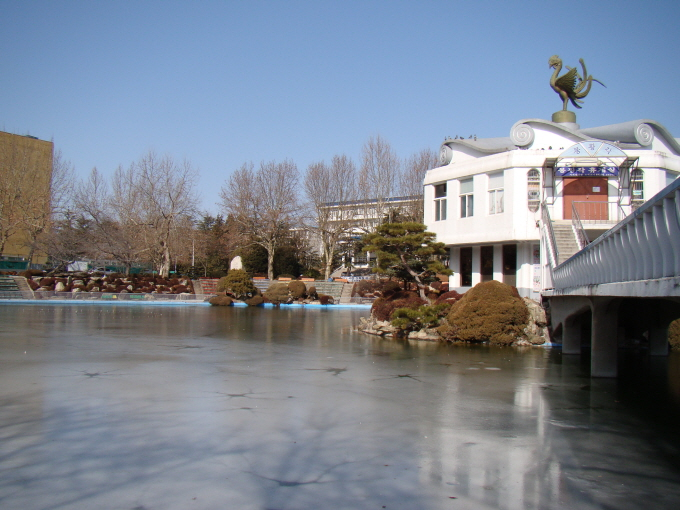
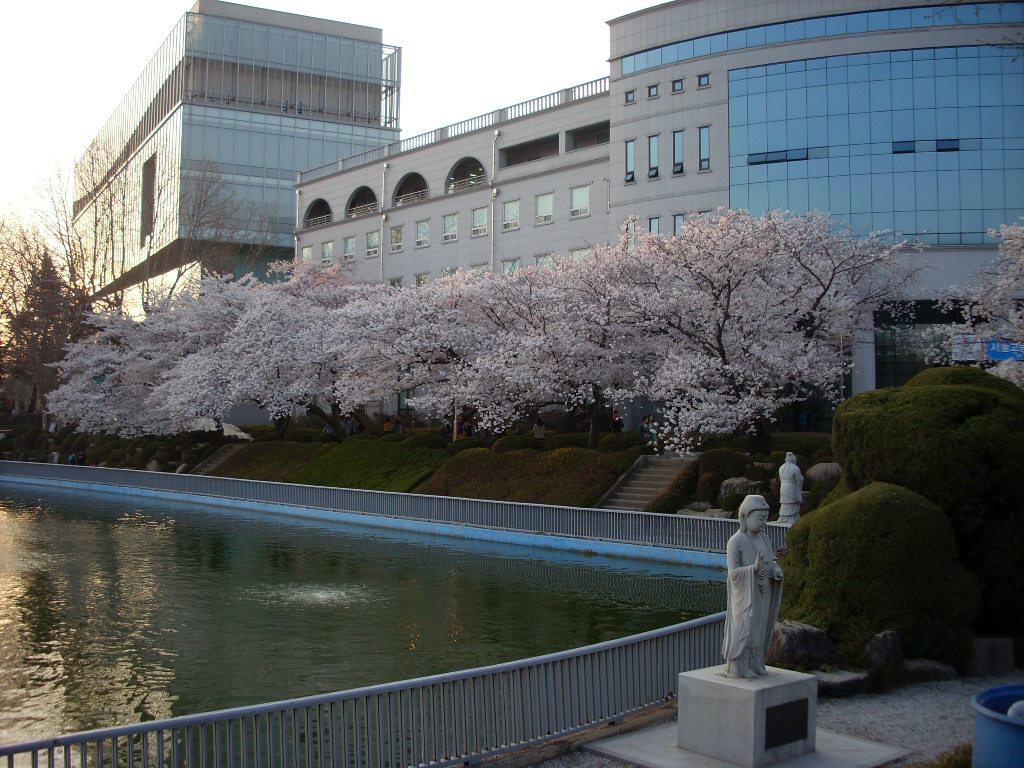
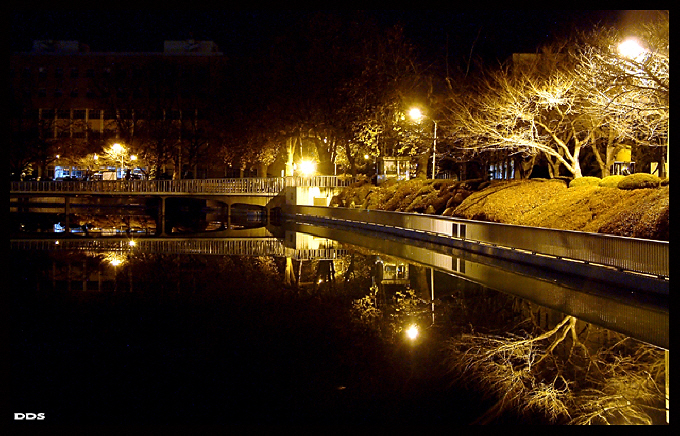
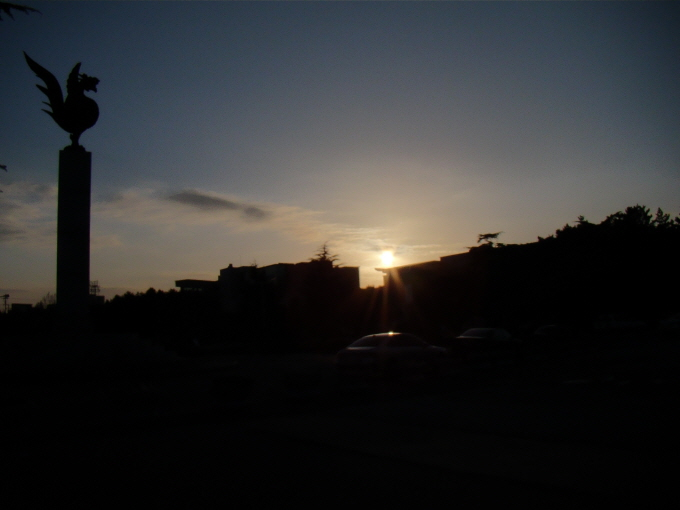

## Anciens élèves
- Ahn Do-hyun
- Ha Tae-kwon
- Kim Dong-moon
- Oh Jung-hae
- Park Bum Shin
- Seo Do-young (en)
- Shin Joon-sup
- Yang Gui-ja
- Yun Heunggil